# Oleg Maskajew
Oleg Maskajew (ur. 2 marca 1969 w Dżambule w Kazachstanie) – rosyjski bokser, były mistrz świata organizacji WBC w kategorii ciężkiej.

## Kariera amatorska
Był mistrzem Armii Radzieckiej oraz wicemistrzem Związku Radzieckiego w wadze superciężkiej (1991). Po rozpadzie ZSRR reprezentował Uzbekistan. W 1993 roku dotarł do ćwierćfinału mistrzostw świata (w którym został znokautowany przez Roberto Balado), a rok później zajął drugie miejsce w Pucharze Świata oraz zdobył złoty medal igrzysk azjatyckich w wadze superciężkiej. W sumie Maskajew stoczył 118 amatorskich walk, z których 108 wygrał.

## Kariera zawodowa
Maskajew rozpoczął karierę zawodową w 1993. W swojej pierwszej walce znokautował brązowego medalistę Igrzysk Olimpijskich w 1988 roku, Aleksandra Miroszniczenkę, który do tego momentu stoczył 21 walk i wszystkie wygrał. Walka z Maskajewem była jego ostatnim występem w karierze.
Następną walkę Maskajew stoczył dopiero w 1995, w Stanach Zjednoczonych, kiedy ostatecznie zdecydował się zakończyć karierę amatorską. W 1996 został znokautowany już w pierwszej rundzie przez byłego mistrza świata, Olivera McCalla. Rok później przegrał z Davidem Tuą.
W latach 1998 i 1999 stoczył szereg zwycięskich walk z bokserami średniej klasy. 6 listopada 1999 zmierzył się z Hasimem Rahmanem. Amerykanin prowadził na punkty, jednak w ósmej rundzie dał się zaskoczyć i został przez Maskajewa znokautowany. Cios Rosjanina był tak silny, że Rahman wypadł z ringu na stół sędziowski.
Następnie Maskajew pokonał Derricka Jeffersona. Jednak w dwóch następnych walkach został szybko znokautowany – przez Kirka Johnsona w czwartej i Lance Whitakera w drugiej rundzie. W 2002 doznał kolejnej porażki, także przez nokaut, z Coreyem Sandersem (nie mylić z Corrie Sandersem). W tym momencie wydawało się, że Rosjanin nie ma już szans na walkę o najwyższe laury.
Aby powrócić do ścisłej czołówki bokserów kategorii ciężkiej Maskajew musiał zacząć zwyciężać. Sześć następnych walk wygrał przed czasem. W lipcu 2004 pokonał na punkty niepokonanego do tej pory srebrnego medalistę Igrzysk Olimpijskich w Atlancie, Kanadyjczyka Davida Defiagbona.
12 listopada 2005 stoczył z Sinanem Samilem Samem pojedynek eliminacyjny przed walką o mistrzostwo świata organizacji WBC. Maskajew wygrał na punkty, jednak Turek od drugiej rundy walczył ze złamaną szczęką.
12 sierpnia 2006 doszło do jego drugiej walki z Hasimem Rahmanem, który bronił mistrzowskiego pasa. Walka miała podobny przebieg jak ich pierwsze spotkanie z 1999. Rahman wygrywał na punkty, jednak przegrał pojedynek przez techniczny nokaut w ostatniej rundzie.
W swojej pierwszej obronie mistrzowskiego tytułu Maskajew miał się spotkać ze zwycięzcą walki eliminacyjnej między Samuelem Peterem a Jamesem Toneyem. Mimo zwycięstwa Petera WBC nakazała jednak powtórzenie pojedynku, ponieważ wynik był podjęty niejednogłośnie. W związku z tym pierwszym rywalem Rosjanina był Peter Okhello. Walka odbyła się 10 grudnia 2006, a Maskajew pokonał na punkty pięściarza z Ugandy, dominując przez całe spotkanie i dodatkowo kładąc rywala na deski w 10 rundzie.
8 marca 2008 doszło do walki między Maskajewem a Samuelem Peterem. Rosjanin przegrał przez techniczny nokaut w 6 rundzie i stracił pas mistrzowski. Na ring powrócił po sześciu miesiącach, pokonując jednogłośnie na punkty Roberta Howkinsa.
4 listopada 2013 w Krasnodarze, Maskajew pokonał jednogłośnie na punkty w 10-rundowym pojedynku Anglika Danny'ego Williamsa (44-18-0).